# Río Churun
Le río Churun, aussi connu sous le nom de Kerepakupai meru en langue Arekuna, est une rivière du Venezuela.

## Géographie
Le río Churun prend sa source dans le parc national Canaima. Il est connu pour avoir comme affluent le río Kerep qui se jette dans ses eaux par le Salto Ángel, la plus haute chute d'eau du monde (979 m). Il débouche dans le río Carrao , affluent du Caroní dans le bassin de l'Orénoque.